# 감마파

감마파(gamma wave) 또는 감마 리듬(gamma rhythm)은 30~100Hz 사이의 주파수를 갖는 인간의 신경 진동 패턴으로, 40Hz 지점이 특히 중요하다. 감마 리듬은 대규모 뇌 네트워크 활동 및 작업 기억, 주의력, 지각적 그룹화 등의 인지 현상과 상관관계가 있으며 명상이나 신경 자극을 통해 진폭이 증가될 수 있다. 알츠하이머병, 뇌전증, 조현병과 같은 많은 기분 및 인지 장애에서 감마 활동의 변화가 관찰되었다.

## 같이 보기
- 델타파
- 테타파
- 뮤파
- 알파파
- 베타파